# Viorica Neculai
Viorica Neculai, férjezett neve Ilica (Vorniceni, 1967. február 6. –) világbajnok és olimpiai ezüstérmes román evezős.

## Pályafutása
Az 1992-es barcelonai olimpián nyolcasban ezüstérmet szerzett társaival. 1989 és 1993 között a világbajnokságokon két-két arany-, és bronzérmet nyert.

## Sikerei, díjai
- Olimpiai játékok – nyolcas
  - ezüstérmes: 1992, Barcelona
- Világbajnokság
  - aranyérmes (2): 1989, 1993 (nyolcas)
  - bronzérmes (2): 1989 (kormányos nélküli négyes), 1991 (nyolcas)